# Edops craigi
L'edope (Edops craigi Romer, 1936) era un anfibio ora estinto, appartenente ai temnospondili. Visse nel Permiano inferiore (circa 280 milioni di anni fa) e i suoi resti sono stati ritrovati in Texas.

## Descrizione
L'aspetto di questo animale doveva essere molto compatto e robusto; il corpo era massiccio, e le zampe corte e robuste. L'animale doveva raggiungere i 2 metri di lunghezza. Il cranio era molto grande (lunghezza oltre 60 centimetri) e di forma più o meno triangolare, dotato di numerosi denti aguzzi adatti senza dubbio a una dieta piscivora. Il cranio era dotato di alcune ossa nella parte posteriore che, nei temnospondili successivi, sarebbero scomparse. Le orbite di Edops, inoltre, erano piuttosto piccole. Il tipo di vertebre suggerisce che questo animale fosse particolarmente impacciato sulla terraferma, mentre doveva trovarsi a suo agio in acqua.
La staffa dell'orecchio di Edops era di foggia arcaica: l'osso, lungo circa 11 centimetri, era più massiccio di quello di altri temnospondili e possedeva un collo distinto, una cresta dorsale e un processo ventrale incompletamente suddiviso (Schoch, 2019).

## Classificazione

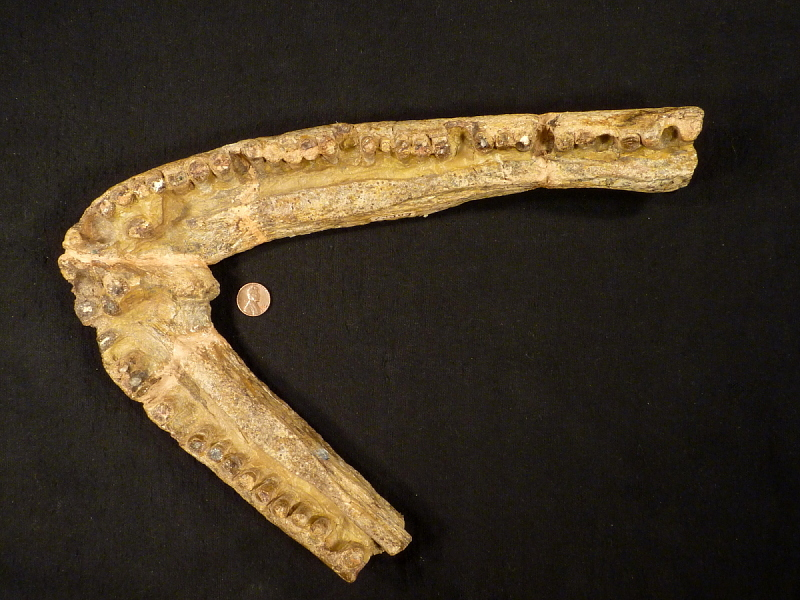
Mandibola parziale di Edops craigi

L'edope è considerato uno dei più primitivi fra tutti i temnospondili, a causa di alcune caratteristiche del cranio. Dà il nome al gruppo degli edopoidi, una superfamiglia arcaica che sopravvisse però fino al Permiano superiore (Nigerpeton). Nonostante aspetto e nome siano simili a quelli del ben noto Eryops, vissuto più o meno negli stessi luoghi e nello stesso periodo, i due animali non sono strettamente imparentati: Eryops infatti appartiene a un gruppo più evoluto di temnospondili.